# Parafia św. Małgorzaty w Nowym Sączu
Parafia pw. Świętej Małgorzaty w Nowym Sączu – parafia rzymskokatolicka znajdująca się w diecezji tarnowskiej w dekanacie Nowy Sącz Centrum. Erygowana w XIII wieku. Mieści się przy Placu Kolegiackim. Obsługują ją księża diecezjalni.

## Proboszczowie parafii

### Proboszczowie parafii (po zniesieniu kapituły kolegiackiej na rzecz beneficjum proboszczowskiego)[1]
- ks. Jakub Pstruszyński (1789-1800)
- ks. Bartłomiej Janczy (1801-1852)
- ks. Jan Machaczek (1853-1882)
- ks. Wojciech Kowalik (1883-1887)
- ks. Alojzy Góralik (1888-1926)
- ks. infułat Roman Mazur (1926-1948)
- ks. infułat Władysław Lesiak (1949-1977)
- ks. prałat dr Stanisław Lisowski (1977-2000)
- ks. prałat dr Waldemar Durda (2000-2007)
- ks. prałat dr Andrzej Jeż (2007-2009) – od 2011 biskup diecezjalny tarnowski
- ks. prałat dr Jan Piotrowski (2009-2014) – od 2014 biskup diecezjalny kielecki
- ks. prałat dr Jerzy Jurkiewicz (od 2014)